# 미라소우 FC
미라소우 푸치보우 클루비(Mirassol Futebol Clube)는 1925년에 창단한 브라질 상파울루주 미라소우를 연고로 하는 축구팀이다. 2018년 현재 전국 4부 리그 캄페오나투 브라질레이루 세리이 A와 상파울루 주리그 캄페오나투 파울리스타에 참가하고 있다. 구단의 상징색은 노랑과 초록이며, 상징물은 사자이다.
1925년 11월 9일 미라소우 이스포르치 클루비라는 이름으로 창단하였다. 1960년 미라소우에 또다른 축구팀 그레미우 헤크레아상 이스포르치 쿨투라 미라소우가 창단하였고, 두 팀은 1963년까지 라이벌 관계에 있었다. 이 후 두 팀은 병합되었고, 구단 명칭은 미라소우 아틀레치쿠 클루비로 변경되었다. 1982년에 현재의 명칭으로 변경되었다.
1997년 캄페오나투 파울리스타 A3리그에서 우승을 차지하며, 구단 역사상 최초의 트로피를 들어올렸다.

## 수상
- 캄페오나투 파울리스타 3부
  - 우승 (1회) : 1997

## 선수 명단

### 현역
참고: FIFA 자격 규정에 따라 소속된 국가대표팀 국기를 표시합니다. 선수는 복수의 FIFA 비회원국 국적을 가지고 있을 수 있습니다.
| 번호 | 포지션 | 국적 | 이름 |
| ---- | ------ | ---- | ---- |

| 번호 | 포지션 | 국적 | 이름 |
| ---- | ------ | ---- | ---- |